# Cattedrale episcopale di Santa Maria

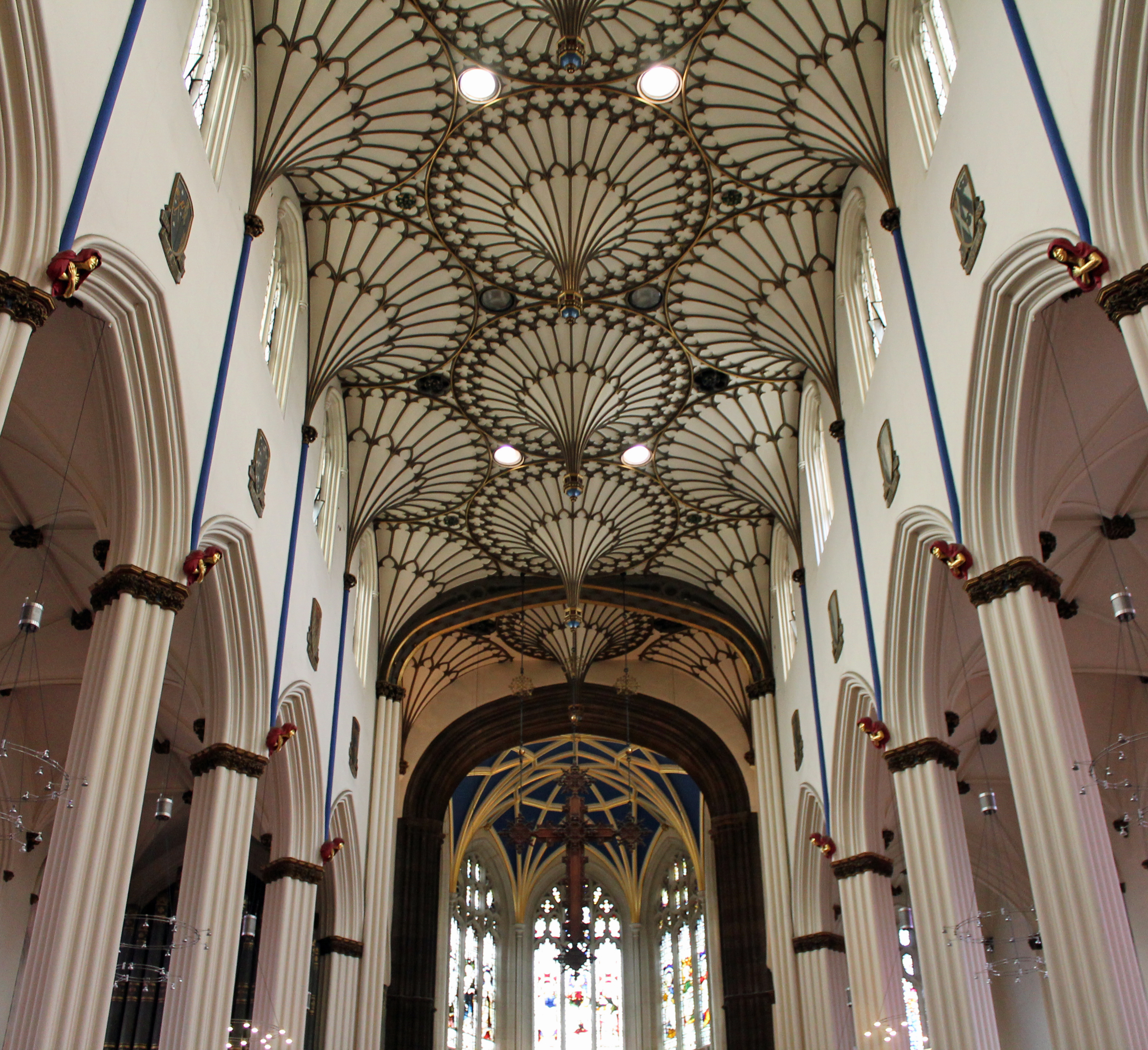
Particolare interno.

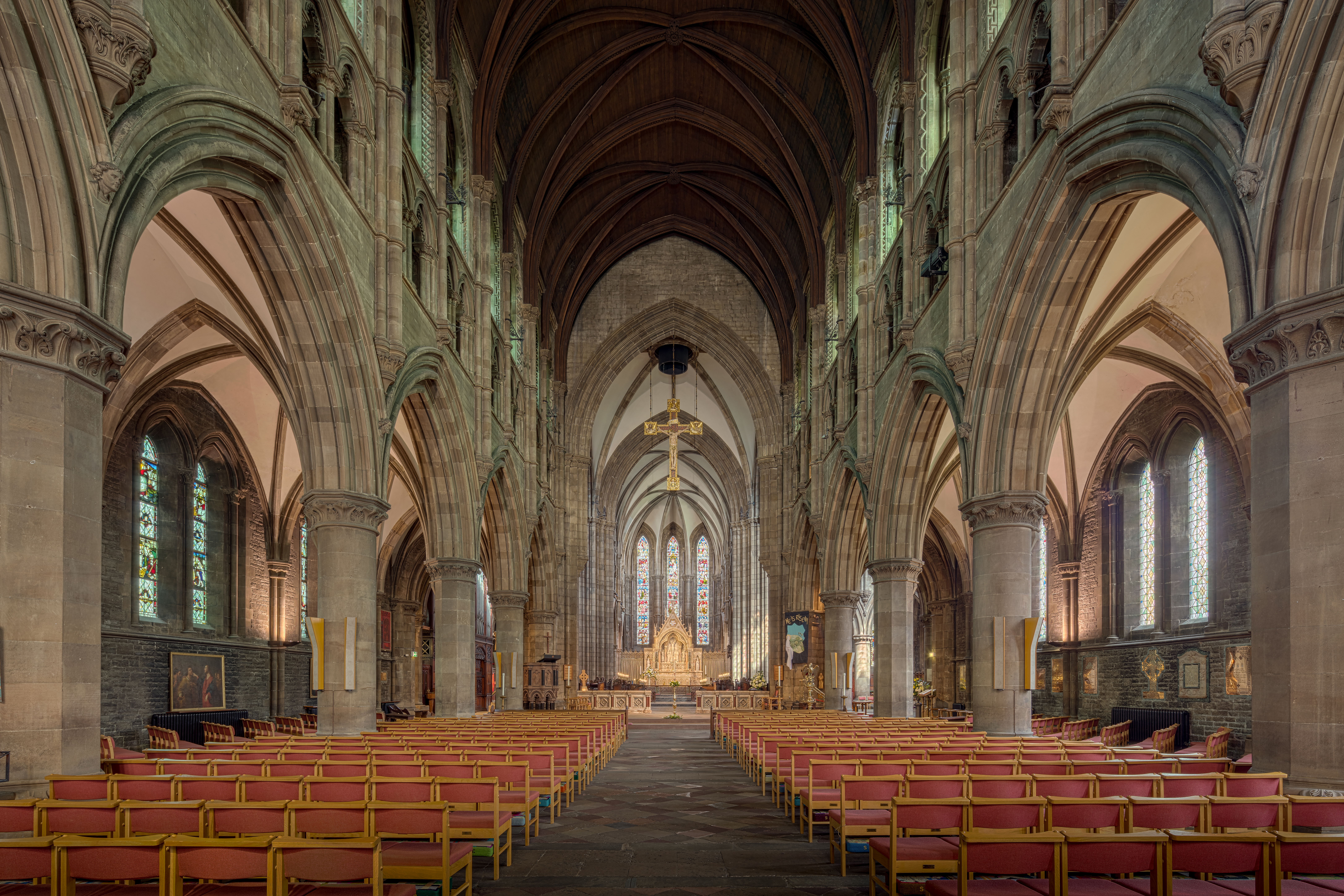
Navate della cattedrale.

La cattedrale episcopale di Santa Maria è un edificio religioso che è anche la cattedrale della Chiesa episcopale scozzese, situata nella città di Edimburgo.

## Storia
Nel 1689, dopo la Gloriosa Rivoluzione, il presbiterianesimo fu restaurato in Scozia. La cattedrale di Sant'Egidio passò sotto il ministero della Chiesa di Scozia, che spinse la ricerca di una cattedrale episcopale a Edimburgo.
Per un periodo, i fedeli si radunarono in una vecchia fabbrica tessile, vicino al sito dell'attuale vecchia chiesa di San Paolo. Fu quindi una procattedrale fino all'inizio del XIX secolo.

## Architettura
I piani della cattedrale furono disegnati da George Gilbert Scott, la prima pietra fu posta il 21 maggio 1874 dal duca di Buccleuch, la cui famiglia era patrona della Chiesa episcopale.
Il 26 maggio 1876 fu amministrata dal decano James Montgomery e da due cappellani. La navata della cattedrale fu aperta il 25 gennaio 1879 e da quel giorno vi si svolgono servizi giornalieri.